# Uti possidetis de facto
El uti possidetis de facto (locución procedente del latín que significa ‘como poseéis de acuerdo al hecho’) es un principio legal de acción; su aplicación en el Derecho Internacional Público consiste en el dominio que un Estado ejerce sobre los territorios que efectivamente puede controlar.

## Aplicación contemporánea para la delimitación de fronteras
Tras los procesos de independencia surgidos desde el siglo XIX, el principio fue utilizado por el Brasil para establecer sus fronteras con los estados hispanoamericanos emergidos al finalizar las Guerras de independencia hispanoamericana, particularmente con Venezuela, Colombia, Paraguay y Uruguay.
La aplicación de este principio se contrariaba a la del uti possidetis iuris, pues mientras este se refería a las posesiones territoriales basadas en las leyes, el de facto se basaba en la ocupación y control del mismo. Esto generó varios conflictos entre las antiguas posesiones españoles y portuguesas, pues cada uno de ellos veía de manera distinta la manera de delimitar sus territorios. También fue aplicada, en conjugación con el derecho de iure, por otros países de la región como El Salvador, Honduras, Bolivia y Perú.